# Kolužunj
Kolužunj je naselje u Boki kotorskoj, u općini Kotor.

## Stanovništvo

### Nacionalni sastav po popisu 2003.[1]
- Crnogorci - 5
- ostali - 2